# Düffelward
Düffelward is een ortsteil van de Duitse gemeente Kleef aan de zuidelijke oever van een vertakking van de Rijn (de Oude Rijn of Altrhein geheten). Het in de deelstaat Noordrijn-Westfalen gelegen dorpje, dat slechts 3 kilometer van de Nederlandse grens ligt, beslaat een oppervlakte van 271 hectare en telde 616 inwoners op 31 december 2015. De oude dorpsstructuur is goed bewaard gebleven.
Düffelward behoort tot de streek de Duffelt en ligt aan de voormalige Romeinse weg tussen Xanten en Nijmegen; de vroegste resten van het dorp stammen ook uit die tijd. In 1636 werd Duffelward tijdens het beleg van het vlakbijgelegen fort Schenkenschanz door Frederik Hendrik zwaar getroffen. De ruïne van de oude Mauritiuskerk werd in 1851 vervangen door een neogotische kerk, die eveneens aan Sint Mauritius gewijd werd. Tijdens de slag om het Reichswald aan het einde van de Tweede Wereldoorlog raakte het dorp opnieuw zwaar beschadigd.
Kernen in de omgeving zijn Schenkenschanz, Rindern, Wardhausen en Keeken. Lange tijd was er een veerpont voor autoverkeer over de Griethauser Altrhein tussen Schenkenschanz en Düffelward. 

## Galerij

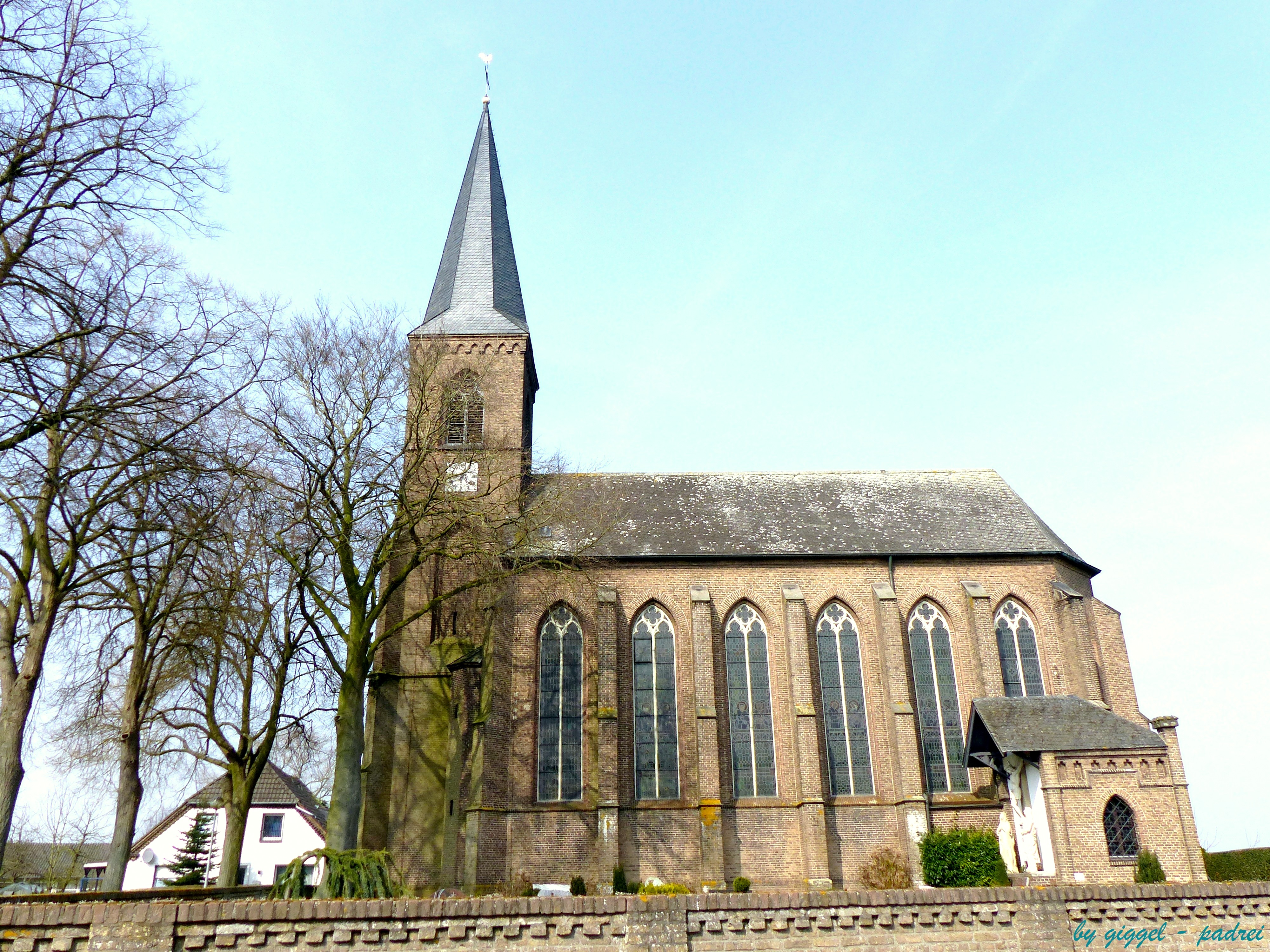
St. Mauritiuskerk
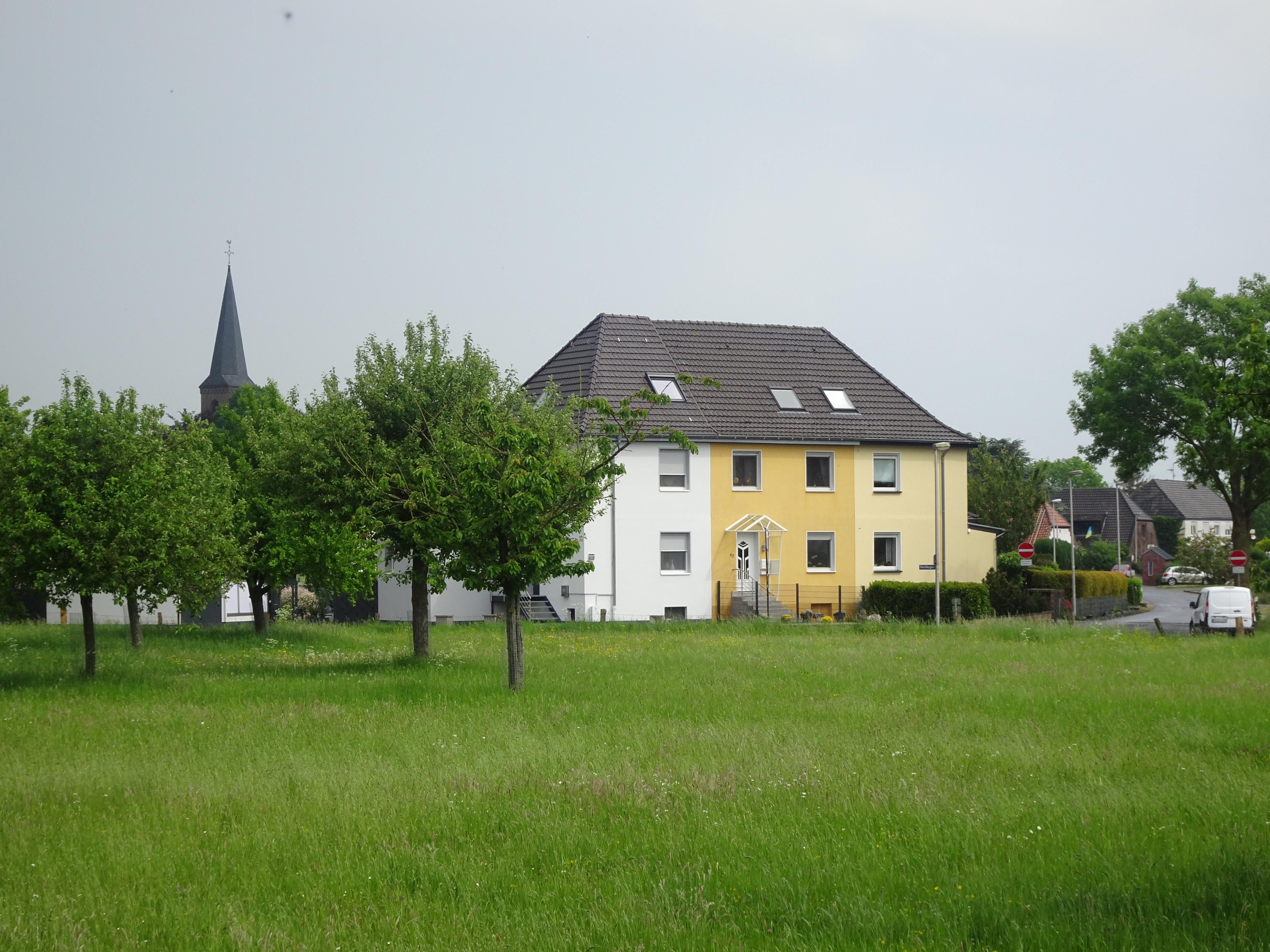
Düffelward, Rinderner Straße
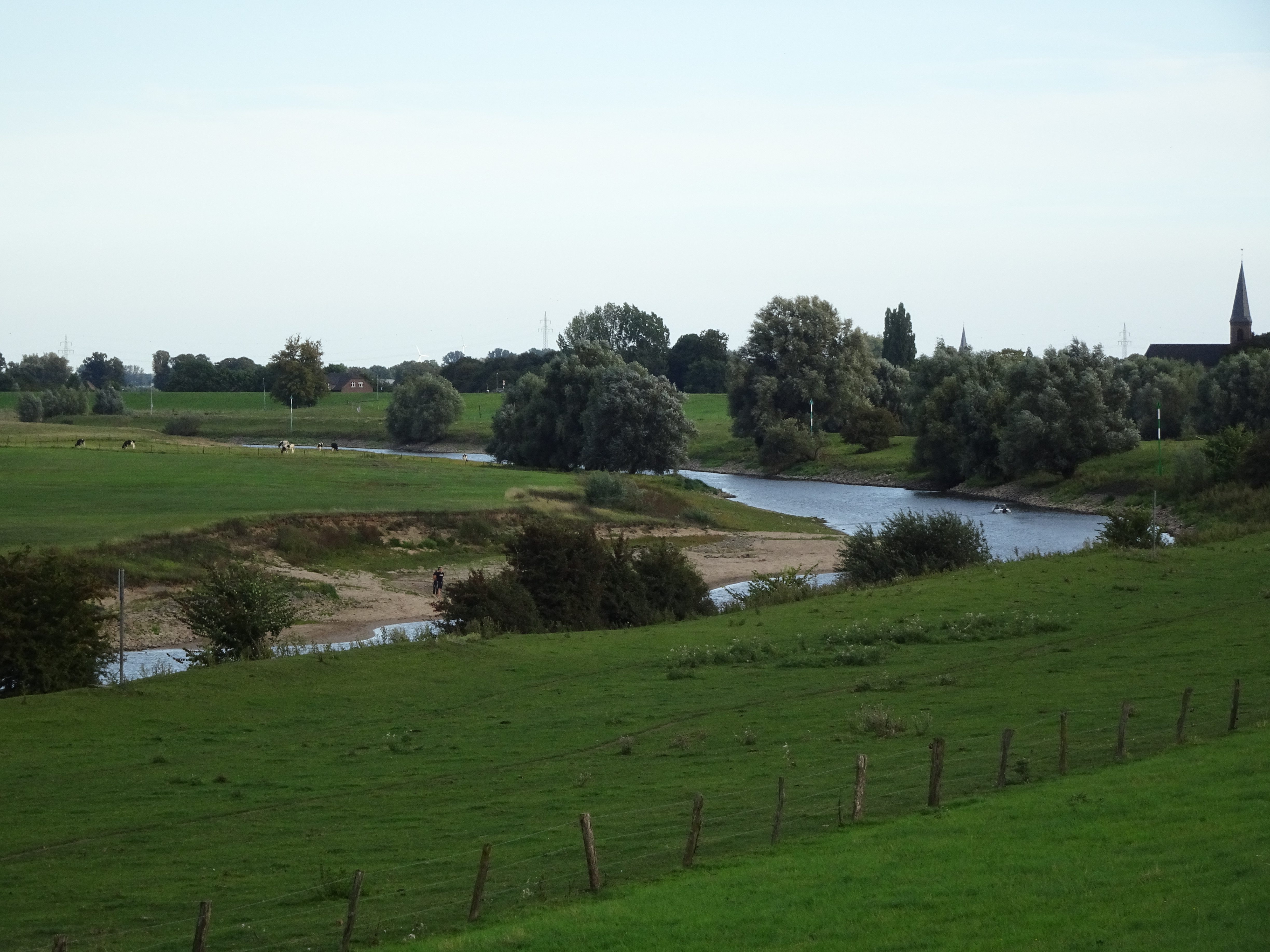
Griethauser Altrhein
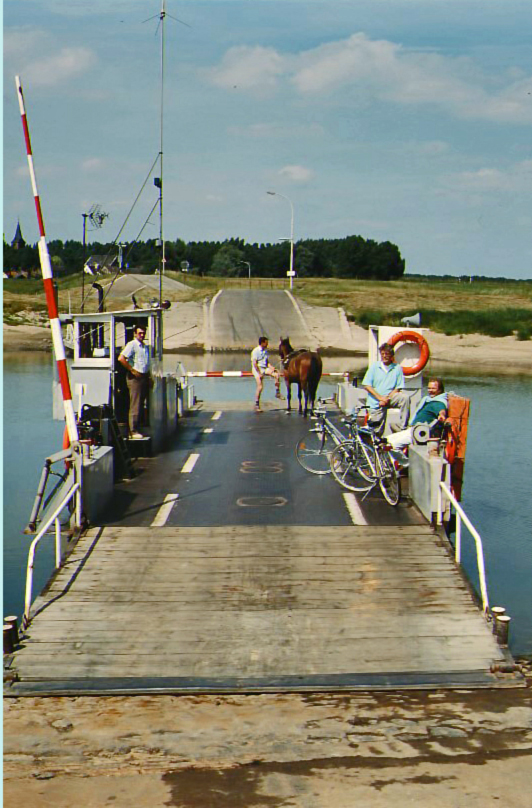
De opgeheven veerpont, 1989